# Bryum germainii
Bryum germainii är en bladmossart som beskrevs av Fernand Mathieu Hubert Demaret och J. Leroy 1949. Bryum germainii ingår i släktet bryummossor, och familjen Bryaceae. Inga underarter finns listade i Catalogue of Life.